# Phrixgnathus haasti
Phrixgnathus haasti är en snäckart som beskrevs av Hutton 1883. Phrixgnathus haasti ingår i släktet Phrixgnathus och familjen punktsnäckor. Inga underarter finns listade i Catalogue of Life.